# Le origini di Adriano Celentano vol.1
Le origini di Adriano Celentano è una raccolta del cantautore italiano Adriano Celentano, pubblicata dalla RTI Music nel 1997.

## Storia
Prima delle due raccolte, il secondo volume è del 1999, che contengono i primi brani pubblicati dall'artista, quelli delle 'origini'.
Nel 1999 i due CD delle raccolte sono stati inseriti in un cofanetto intitolato Le origini di Adriano Celentano vol.1&2: 1957-1972 (catalogo Sony Music 997 4 96758 2, Clan Celentano 496758 2), che è stato riproposto nel 2012 dalla Universal (catalogo 591 3 00047 7) con tutti i brani rimasterizzati con tecniche digitali.

## Brani
Nessun inedito è presente nella raccolta, né alcun singolo è stato estratto.
Sono incluse 3 versioni in italiano di brani in altre lingue già pubblicati da Celentano:
- Stai lontana da me
Cover di Tower of Strenght, singolo e album omonimo (1961) di Gene McDaniels.
- Pregherò
Cover di Stand by Me, singolo (1961) di Ben E. King, che è anche uno degli autori.
- Il problema più importante
Cover di If You Gotta Make a Fool Somebody, singolo (1961) e album eponimo James Ray (1962) di James Jay Raymond.

## Tracce
Gli autori del testo precedono i compositori della musica da cui sono separati con un trattino.
Il primo è l'anno di pubblicazione del singolo, il secondo quello dell'album; altrimenti coincidono.
1997 LP (RTI 11611, 284 2 11611 7)
LATO A: tracce 1-10
LATO B: tracce 11-20
1997 CD (RTI 11612, 284 2 11612 4)
1. Il tuo bacio è come un rock – 2:01 (testo: Piero Vivarelli, Lucio Fulci – musica: Adriano Celentano, Ezio Leoni) – singolo: 1959 e 1962, 1960
2. Impazzivo per te – 2:01 (testo: Miki Del Prete – musica: Adriano Celentano, Ezio Leoni) – 1960, album: 1960 e 1962
3. 24.000 baci – 2:18 (testo: Piero Vivarelli, Lucio Fulci – musica: Adriano Celentano, Ezio Leoni) – 1961, 1963
4. Nata per me – 2:38 (testo: Miki Del Prete, Mogol – musica: Adricel, Mariano Detto) – 1961, 1963
5. Si è spento il sole – 2:55 (testo: Luciano Beretta, Miki Del Prete – musica: Adricel, Ezio Leoni) – 1962, 1963
6. Stai lontana da me (Tower of Strenght) – 2:13 (testo: Mogol – musica: Burt Bacharach) – 1962, album: 1965 e 1966
7. Sei rimasta sola – 2:21 (testo: Miki Del Prete – musica: Ricky Gianco) – 1962, album: 1965 e 1966
8. Pregherò (Stand by Me) – 2:58 (testo: Don Backy – musica: Ben E. King, Elmo Glick[4]) – 1962, album: 1965 e 1966
9. Il tangaccio – 2:04 (testo: Miki Del Prete, Mogol – musica: Gianni Marchetti) – 1963, 1970
10. Sabato triste – 2:56 (testo: Miki Del Prete, Don Backy – musica: Adriano Celentano, Mariano Detto) – 1963, album: 1965 e 1966
11. Il problema più importante (If You Gotta Make a Fool Somebody) – 2:24 (testo: Luciano Beretta, Miki Del Prete – musica: Rudy Clark) – 1964, album: 1965 e 1966
12. Ciao ragazzi – 2:35 (testo: Miki Del Prete, Mogol – musica: Adriano Celentano, Mariano Detto) – 1965, EP 1964[5], 1965 e 1966 (in due album)
13. Sono un simpatico – 2:44 (testo: Luciano Beretta, Rosario Leva, Don Backy – musica: Gianfranco Reverberi) – 1965, 1966
14. La festa – 3:21 (testo: Luciano Beretta, Miki Del Prete – musica: Pino Massara) – 1965, 1966 (in due album)
15. Il ragazzo della via Gluck – 4:02 (testo: Luciano Beretta, Miki Del Prete – musica: Adriano Celentano, Mariano Detto) – 1966 (in due album)
16. Mondo in MI 7ª – 6:07 (testo: Luciano Beretta, Miki Del Prete, Mogol – musica: Adriano Celentano, Mariano Detto) – 1966, 1969
17. Adriano Celentano e Claudia Mori – La coppia più bella del mondo – 3:03 (testo: Luciano Beretta, Miki Del Prete – musica: Paolo Conte, Michele Virano, Pino Massara) – 1967, 1968
18. Tre passi avanti – 3:32 (testo: Luciano Beretta, Miki Del Prete – musica: Adriano Celentano, Mariano Detto) – 1967, 1968
19. Canzone – 2:42 (testo: Don Backy – musica: Don Backy, Mariano Detto) – 1968
20. Azzurro – 3:40 (testo: Vito Pallavicini – musica: Paolo Conte, Michele Virano) – 1968

## Successo commerciale
Raggiunge la 29ª posizione nella classifica italiana degli album più venduti del 1997, risultando al 152º posto nelle vendite annuali.